# دنیس ویولت
دنیس ویولت (به انگلیسی: Dennis Viollet) زادهٔ ۲۰ سپتامبر ۱۹۳۳ بازیکن فوتبال اهل انگلستان که سابقهٔ بازی در تیم ملی فوتبال انگلستان را در کارنامهٔ خود دارد. وی در تاریخ ۲۲ مه ۱۹۶۰ نخستین بازی ملی خود را در مقابل تیم ملی فوتبال مجارستان انجام داد و با حضور در ۲ بازی ملی، در تاریخ ۲۸ سپتامبر ۱۹۶۱ واپسین بازی ملی‌اش را در برابر تیم ملی فوتبال لوکزامبورگ برگزار کرد.
این بازیکن توانسته در بازی‌های ملی، ۱ گل به ثمر برساند.